# 心愛 (AV女優)
心愛（ここあ、1985年8月30日 - ）は、日本の元AV女優。
神奈川県出身。血液型:O型。身長:155cm。スリーサイズ:B80(C)・W58・H83。

## 略歴・人物
2005年に『新人×ギリギリモザイク』でAVデビュー。
2006年頃に引退。

## 出演作品

### アダルトビデオ
- 新人×ギリモザ 新人ギリギリモザイク （2005年4月11日、エスワン）
- ギリモザ かわいい心愛の大胆セックス （2005年5月7日、エスワン）
- ギリギリモザイク 僕だけの心愛 （2005年7月19日、エスワン）
- ギリギリモザイク 妄想的特殊浴場 本指名 心愛 （2005年8月7日、エスワン）
- 私立セックス学園 おまんこ科 （2005年10月13日、MOODYZ）
- ドリームウーマンVol.53 （2005年11月13日、MOODYZ）
- 心愛×ギリギリモザイク 心愛 COLLECTION 1 （2005年12月7日、エスワン） ※総集編
- 失禁エロス （2005年12月13日、MOODYZ）
- S1ガールズコレクション ウブなセックスたっぷり見せちゃうぞ♥ （2005年12月19日、エスワン） ※総集編
- S1ガールズコレクション S1女学院♥み～んなでパコパコ学園祭! （2006年1月19日、エスワン） ※総集編
- 会員制　陵辱部屋 ～心愛～ （2006年1月20日、GLAY'z）
- Colorful カラフル （2006年2月15日、トップワン）
- 騎乗位 34人2時間 （2006年3月13日、MOODYZ） ※総集編
- NATURALISM （2006年3月15日、トップワン）
- S1ガールズコレクション 発射無制限♥妄想的特殊大浴場 （2006年3月19日、エスワン） ※総集編
- レズ乱れ4時間 2 （2006年4月7日、GLAY'z） ※総集編
- プリティー痴女。 （2006年4月15日、トップワン）
- ザーメンマニアックス～ぶっかけ 333発スペシャル～ （2006年6月13日、MOODYZ） ※総集編
- 放尿・おもらし3時間 （2006年8月1日、MOODYZ） ※総集編
- お掃除フェラ 3時間 （2006年8月1日、MOODYZ） ※総集編
- MY SEX DOLL （2006年8月15日、トップワン）
- 潮吹き 4時間 （2006年11月1日、MOODYZ） ※総集編
- S1ガールズコレクション S級女優23人! 大絶叫バコバコ4時間 （2006年12月7日、エスワン） ※総集編
- GLAY'z Dynamite! 2枚組 8時間 （2007年7月7日、GLAY'z）※総集編